# Бёрн-Джонс, Джорджиана
Джорджиана Бёрн-Джонс (англ. Georgiana Burne-Jones; 2 июля 1840, Бирмингем, Уорикшир — 2 февраля 1920) — британская художница и гравёр, вторая по старшинству из сестёр Макдональд. Жена художника-прерафаэлита Эдварда Бёрн-Джонса, мать художника Филипа Бёрн-Джонса. Была попечителем Галереи Южного Лондона, избиралась в приходской совет Роттингдина, расположенного недалеко от Брайтона в Сассексе.
Известна как автор биографии своего мужа «Мемориалы Эдварда Бёрн-Джонса» и публикацией его «Книги цветов».

## Биография
Джорджиана, которую в семье называли «Джорджи», родилась в Бирмингеме 21 июля 1840 года в семье преподобного Джорджа Брауна Макдональда (1805—1868), методистского священника, и его второй жены Ханны Макдональд, урождённой Джонс (1809—1875).
Семья Макдональдов часто переезжала, поскольку время пребывания Джорджа на службе составляло три года. В сентябре 1850 года они вернулись в Бирмингем, где старший брат Джорджианы Гарри поступил в школу короля Эдварда. Через него Джорджиана и её сестры познакомились с группой студентов, которые в Оксфордском университете были известны как «Бирмингемский сет» (Birmingham Set) или «Пемброкская группа», большинство из которых были родом из Бирмингема или учились в школе короля Эдварда. Среди них был и молодой Эдвард Бёрн-Джонс (в то время просто Эдвард или Нед Джонс). Эдвард поступил в Эксетер-колледж в Оксфорде для изучения теологии. Там он познакомился с Уильямом Моррисом в результате взаимного интереса к поэзии. Вместе с другими членами бирмингемской тусовки они создали очень тесное и интимное общество, которое назвали «Братством». Члены «Братства» читали Джона Рёскина и Теннисона, посещали церкви и поклонялись Средневековью. В то время ни Бёрн-Джонс, ни Моррис не были лично знакомы с Данте Габриэлем Россетти, но оба находились под большим влиянием его работ и познакомились с ним, наняв его в качестве автора для своего журнала Oxford and Cambridge Magazine, который Моррис основал в 1856 году для пропаганды своих идей. Под влиянием Россетти и Бёрн-Джонс, и Моррис решили стать художниками, причем Берн-Джонс оставил колледж до получения степени, чтобы посвятить себя искусству.
Джорджиана переехала в Лондон вместе с семьей в 1853 году после смерти её сестры Кэрри от туберкулеза. После непродолжительного пребывания семьи в Манчестере, Джорджиана после замужества в 1860 году, переехала на Рассел-стрит.
Благодаря дружбе с Эдвардом и его помолвке, состоявшейся в июне 1856 года в возрасте 15 лет, она смогла посещать студию, где он работал с Россетти и Моррисом. Её также познакомили с Джоном Рёскиным. Она говорила: «Я хотела бы, чтобы можно было объяснить впечатление, которое произвело на меня, молодую девушку, чей опыт до сих пор был весьма далек от искусства, внезапное и близкое общение с теми, для кого оно было дыханием жизни… Я почувствовала себя причастной к новой религии».
В апреле 1860 года художник Форд Мэдокс Браун и его жена Эмма пригласили Джорджиану погостить в их лондонском доме, чтобы она могла побыть с Эдвардом, а через два месяца они поженились.

## Брак и семья
Джорджиана и Эдвард поженились в Манчестере 9 июня 1860 года. Джорджиане было 19 лет, а Эдварду — 27. Они были помолвлены уже четыре года. У них было 30 фунтов стерлингов и стол, на котором лежали её гравировальные инструменты, но «Легкомысленное безразличие, однако, ко многим вещам, которые обычно считаются необходимыми, придавало смелость домашним порядкам, и я помню, как мне показалось вполне естественным, что в середине утра я попросил нашу единственную служанку — хорошенькую — встать вместо меня, чтобы я мог попробовать нарисовать её; на что она, будучи не только хорошенькой, но и доброй, весело согласилась».
После замужества Джорджиана переехала в съёмные комнаты на Грейт Рассел Стрит. 7 Первые годы их брака были идиллическими: они провели лето с Уильямом и Джейн Моррис в Ред Хаусе, вместе работая над декоративными проектами. Их первый ребенок, Филипп, родился 21 октября 1861 года. Но летом 1864 года маленький Фил подхватил скарлатину, и вскоре Джорджиана заразилась, что привело к преждевременным родам её второго ребенка, Кристофера, который вскоре умер. Джорджиана проболела несколько месяцев, а после выздоровления отказалась возвращаться в свои старые комнаты, где произошло столько трагедий. Вскоре семья переехала на Кенсингтон-сквер, 41, где летом 1866 года родилась их дочь Маргарет.
После замужества Джорджианы её сестры Луиза, Алиса и Агнес вышли замуж за Альфреда Болдуина, Джона Локвуда Киплинга и Эдварда Пойнтера соответственно. Младшая сестра, Эдит, ухаживала за родителями в семейном доме и опубликовала краткую историю семьи.

## Карьера художника
Джорджиана училась в Правительственной школе дизайна, которая входила в комплекс музеев Южного Кенсингтона. О своем пребывании в школе Джорджиана рассказала в одном предложении в «Мемориалах», сказав, что не научилась ничему важному.
В 1856 году Джорджиана брала уроки у Форда Мэдокса Брауна и вспоминала, что «Мэдокс Браун проявил невероятную доброту, позволив мне и мисс Седдон, сестре его умершего друга, художника Томаса Седдона, прийти и попробовать рисовать с модели в его студии».
До наших дней дошли лишь немногие образцы её работ. Одна из ее гравюр на дереве и небольшой, изысканно раскрашенный акварелью и карандашом рисунок мёртвой птицы свидетельствуют о том, что она сосредоточилась на небольших личных рисунках и гравюрах на дереве для использования в качестве книжных иллюстраций. Птица была выполнена в 1857 году и хранится в Британской галерее Тейт.
В 1861 году фирма декоративно-прикладного искусства «Morris, Marshall, Faulkner & Co, Fine Art Workmen in Painting, Carving, Furniture and the Metals», была создана Уильямом Моррисом, Мэдоксом Брауном, Бёрн-Джонсом, Чарльзом Фолкнером, Россетти, П. П. Маршаллом и Филипом Уэббом для создания и продажи предметов для дома ручной работы, вдохновлённых средневековьем. Джейн Моррис руководила вышивкой, Джорджиана занималась росписью плитки, но с рождением сына Филиппа в октябре того же года она оставила художественную студию, чтобы стать сиделкой на полный день. «Я помню чувство изгнания, с которым я теперь слышала через закрытую дверь хорошо знакомые голоса друзей и знакомый смех Эдварда, когда я сидела с маленьким сыном на коленях и роняла самозабвенные слезы по нему как по „разлучнику товарищей и губителю наслаждений“». В конце 1868 года она всё ещё пыталась научиться офорту, но ни одна из её работ не была опубликована.

## Дружеские связи
В 1867 году семья Берн-Джонсов снова переехала в Грейндж, дом XVIII века с большим садом на Норт-Энд-роуд в Фулеме (Лондон). Большую часть 1870-х годов Бёрн-Джонс не выставлялся, после того как на него обрушился шквал яростных враждебных нападок в прессе и страстный роман (описанный как «эмоциональная кульминация его жизни») с его греческой натурщицей Марией Замбако, ставший публичным скандалом, граничащим с фарсом, когда она попыталась покончить с собой, бросившись в Риджентс-канал в 1869 году. В эти трудные годы у Джорджианы завязалась тесная дружба с Уильямом Моррисом, жена которого Джейн была влюблена в Россетти. Возможно, Моррис и Джорджиана были влюблены друг в друга, но если он просил ее уйти от мужа (о чём свидетельствуют некоторые его стихи тех лет), она отказалась.
О романе с Замбако, который продлится ещё несколько лет, Джорджиана писала своей близкой подруге Розалинде Говард: «Дорогая Розалинда, не будьте ни к кому строги в этом деле, не возвышайте никого, и пусть мы все пройдем через это в конце концов. Я знаю одно, что между мной и Эдвардом достаточно любви, чтобы прожить долгую жизнь, если она будет нам дана».
В итоге Бёрн-Джонсы прожили вместе еще 30 лет, как и Моррисы. Уильям Моррис и Джорджиана оставались близки до самой его смерти.
Другим близким другом была Джордж Элиот, с которой Джорджиана познакомилась в феврале 1868 года. Занимавшаяся самообразованием писательница поощряла свою юную подругу восполнять недостаток образования, и Джорджиана училась, чтобы улучшить свои скудные знания французского и немецкого языков, а также брала уроки латыни. Они оставались близки до тех пор, пока внезапная женитьба Элиот в 1880 году, о которой Джорджиана не имела ни малейшего представления, не оставила в ней чувство предательства и недоверия. Разрыв так и не был преодолен, так как Элиот умерла в декабре того же года.

## Общественная жизнь
В 1880 году Бёрн-Джонсы купили Prospect House в Роттингдине, недалеко от Брайтона в Сассексе, в качестве дома для отдыха, а в 1889 году они приобрели соседний коттедж Aubrey Cottage и назвали свой новый дом North End House. Джорджиана полюбила свой новый загородный дом и сад и стала активно участвовать в жизни деревни. Роттингдин стал её домом, каким он никогда не был для её мужа, который предпочитал Грейндж и его студию.
Хотя к моменту замужества Джорджиана отказалась от организованной религии, её методистское воспитание предполагало служение обществу, и она была сторонницей активной роли Уильяма Морриса в Социал-демократической федерации, а затем в Социалистической лиге. Ее близкие друзья Моррис, Джон Раскин и Розалинд Говард были вовлечены в прогрессивные дела. Первые шаги Джорджианы на общественном поприще были сделаны в качестве работника Галереи изобразительного искусства Южного Лондона, основанной в 1891 году с целью художественного образования для рабочих классов Южного Лондона. Джорджиана поощряла передачу в галерею картин своего мужа и других художников из своего круга. Вместе с Уолтером Крейном она выступала за пристройку к галерее библиотеки. Она стала единственной женщиной в комитете, созданном для передачи управления галереей местным властям, и обнаружила в себе талант к детальной работе в комитетах.
В середине 1880-х годах Бёрн-Джонс начал ставить дефис в своей фамилии, просто — как он писал позже — чтобы избежать «уничтожения» в массе Джонсов, и таким образом Джорджиана стала леди Бёрн-Джонс, когда её муж неохотно принял баронетство в 1894 году, частично, по крайней мере, поскольку титул перешёл к его сыну Филиппу. Джейн Моррис писала, что ее муж заметил: «Что ж, ради своих детей человек может быть ослом», но в целом социалисты их круга и сама Джорджиана были потрясены.
В 1895 году новая леди Бёрн-Джонс сделала первые шаги на выборной должности, получив место в приходском совете своего любимого Роттингдена (должность была учреждена Законом о местном самоуправлении 1894 года), к явному удовольствию мужа и своего старого друга Уильяма Морриса. Она поддерживала интересы рабочего класса и женские вопросы, занимая в своих предвыборных материалах позиции, радикальные для жены баронета и просто непонятные для жителей деревни Роттингден. Однако её повседневная работа в приходе была сосредоточена на вопросах уличного освещения, пожарных бригадах и обеспечении общины сельской медсестрой.

## Вдовство и «Мемориалы»
Уильям Моррис умер после продолжительной болезни в октябре 1896 года. Эдвард Берн-Джонс, который был другом и партнером Морриса ещё со времён их учёбы в колледже, был потрясен, и его здоровье значительно ухудшилось. В 1898 году он переболел гриппом и, казалось бы, уже выздоровел, как вдруг внезапно заболел и умер от сердечного приступа рано утром 17 июня 1898 года. Через шесть дней по инициативе принца Уэльского в Вестминстерском аббатстве была отслужена панихида. Это был первый случай, когда художник был удостоен такой чести. Бёрн-Джонс был кремирован, а его прах захоронен в могиле, устланной мхом и розами, в деревенской церкви в Роттингдине.
Эдвард Берн-Джонс опасался, что кто-то некомпетентный попытается написать его биографию, и попросил свою жену взяться за это дело. Джорджиана, которой к этому времени было 58 лет, приступила к работе через несколько месяцев после смерти Эдварда, упиваясь воспоминаниями. В письме к Ф. Г. Стивенсу она писала: «Сейчас осталось так мало тех, кто может вспомнить те ранние дни, когда Габриэль [Россетти] был в своей славе, а Эдвард и Моррис сидели у его ног и радовались его свету».
Книга «Memorials of Edward Burne-Jones» была опубликована шесть лет спустя, в 1904 году, в двух томах и остается стандартным справочником. В соответствии со стандартами того времени, многие превратности его личной жизни были обойдены молчанием (годы с Марией Замбако попадают в период между концом первого и началом второго тома).
Работая над мемориалами, Джорджиана продолжала активно участвовать в работе приходского совета Роттингдина, и с возрастом её политические взгляды стали, пожалуй, более радикальными. С началом англо-бурской войны Англию захлестнула волна военного патриотизма, но Джорджиана выступила против действий Великобритании в Южной Африке. Когда пришло известие о снятии осады Мафекинга, Джорджиана вывесила на доме в Норт-Энде плакат с надписью «Мы убили, мы и овладеем», перефразируя стих из Библии. Её племянник, Редьярд Киплинг, поспешил к её дому, чтобы убедиться, что она не станет жертвой возмущенной толпы жителей деревни.
В 1905 году Джорджиана организовала публикацию «Книги цветов», факсимиле альбома акварельных рисунков цветов Эдварда Берн-Джонса, выпущенного ограниченным тиражом. Триста экземпляров были выпущены в сотрудничестве с Лондонским обществом изобразительного искусства. Книга была напечатана Анри Пьяцца, который вручную наносил акварель на коллотипы, используя технику pochoir для получения ярких цветов. Эти экземпляры «Цветочной книги» продавались как в переплетенном, так и в непереплетенном виде, причём непереплетённые экземпляры были помещены в коробку-клеш.
Джорджиана Берн-Джонс умерла 2 февраля 1920 года после непродолжительной болезни. Её сын Филипп, ставший художником-портретистом, умер в 1926 году. Ее дочь Маргарет вышла замуж за Джона Уильяма Маккейла (1850—1945), друга и биографа Морриса, профессора поэзии в Оксфорде с 1911 по 1916 год, и умерла в 1953 году. Их детьми были романисты Анджела Тиркелл и Денис Маккейл.

## На портретах прерафаэлитов
Джорджиана Бёрн-Джонс, как и другие художники её круга, изображена на ряде рисунков и картин своего мужа и других художников. На портрете ее мужа, датированном 1863 годом и хранящемся в Бирмингемском музее и художественной галерее, 22-летняя Джорджиана изображена в формате, на который сильно повлияли портреты эпохи Возрождения, включая латинскую надпись. Это одна из первых попыток Бёрн-Джонса создать формальный портрет.
На акварели Берн-Джонса «Зелёное лето», написанной в Ред Хаусе летом 1864 году, когда сестры Джорджианы Луиза и Агнес гостили в Лондоне, изображены Луиза, Агнес, Джейн Моррис и другие, слушающие чтение Джорджианы вслух. Версия в масле была написана в 1868 году.
Портрет Джорджианы, пьющей чай, написанный около 1870 года, был выполнен её шурином, художником Эдвардом Пойнтером.
Самый известный портрет жены был написан Бёрн-Джонсом в 1883 году. На нём она изображена с травой в руках, а на заднем плане — её дети: Филипп (около 22 лет) у мольберта и Маргарет (около 17 лет), стоящая за ним. Берн-Джонс долгие годы возился с портретом, и к моменту его смерти он так и остался незавершенным. При жизни портрет не выставлялся.